# 기도역
기도역(일본어: 木戸駅, きどえき)은 일본 후쿠시마현 후타바군 나라하정에 있는, 동일본 여객철도의 철도역이다.

## 역 구조
2면 2선 구조의 지상역이다. 역무원은 없다.

### 승강장
| 1 | ■ 조반선 | 도미오카 행      |
| 2 | ■ 조반선 | 이와키·미토 방면 |

## 역세권 정보
이 역 주변은 후쿠시마 제1 원자력 발전소 사고 영향을 받아 경계구역(警戒区域, 출입 금지 구역)이 되었으나 2012년 8월 10일부터 2015년 9월 5일까지는 피난 지시 해제 준비 구역(避難指示解除準備区域, 자유로이 들어갈 수 있으나 밤을 새면 안되는 구역)이었다.
- 국도 제6호선
- 조반 자동차도 히로노 나들목
- 기도 우체국
- 히로노 화력 발전소(도쿄 전력)

## 역사
- 1898년 8월 23일 - 닛폰 철도의 역으로 개업했다.
- 1906년 11월 1일 - 국유화에 따라 일본국유철도의 소속이 되었다.
- 1987년 4월 1일 - 민영화에 따라 동일본 여객철도의 소속이 되었다.
- 2011년 3월 11일 - 동일본 대지진으로 영업이 중단되었다.
- 2014년 6월 1일 - 역 업무 재개[1].

## 인접역
| 동일본 여객철도 조반선                                                                           | 동일본 여객철도 조반선 | 동일본 여객철도 조반선 |
| ------------------------------------------------------------------------------------------------ | ---------------------- | ---------------------- |
| J-Village 이와키 방면                                                                            | ■ 보통                 | 다쓰타 도미오카 방면1  |
| 후쿠시마 제1원자력 발전소 사고의 영향으로 도미오카 이북 구간에서는 아직 열차가 다니지 않고 있다. |                        |                        |